# Сосновый Овраг
 Сосновый Овраг  — село в Неверкинском районе Пензенской области. Входит в состав Исикеевского сельсовета.

## География
Находится в юго-восточной части Пензенской области на расстоянии приблизительно 7 км на запад-северо-запад от районного центра села Неверкино на левом берегу Чирчима.

## История
Основано в начале XVIII века в составе Узинского стана Пензенского уезда, в 1709 году в нем было 12 дворов ясачных чувашей; в 1718 году — 8 дворов ясачных чувашей, в августе 1717 года деревня была разорена «кубанскими татарами». В 1747 году здесь показана 61 душа мужского пола. В 1795 году отмечена была деревня Сосновый Враг Кузнецкого уезда Саратовской губернии, 36 дворов, 91 ревизская душа казенных крестьян. В 1911 году это село Планской волости, имелось 125 дворов, церковь, церковноприходская школа. В 1955 году отмечен колхоз «21 год Октября». С 1975 по 1976 в состав Соснового Оврага входило село Исикеево.

## Население
| 1750 | 1795 | 1859 | 1911 | 1926 | 1939 | 1959 |
| ---- | ---- | ---- | ---- | ---- | ---- | ---- |
| 122  | ↗182 | ↗314 | ↗629 | ↗785 | ↘600 | ↘497 |
| 1979 | 1996 | 2004 | 2010 |      |      |      |
| ↗528 | ↘379 | ↘301 | ↘260 |      |      |      |